# Diocese de Wheeling–Charleston
A Diocese de Wheeling-Charleston (Dioecesis Vhelignensis-Caropolitanus) é uma circunscrição eclesiástica da Igreja Católica sediada em Wheeling, localizada no estado norte-americano da Virgínia Ocidental. Compreende todo o território desse estado da Região Sudeste. Foi erigida em 19 de julho de 1850, pelo Papa Pio IX, sendo desmembrada da Diocese de Richmond, tornando-se sufragânea da Arquidiocese de Baltimore. Em 21 de agosto de 1974, o Papa Paulo VI através do decreto In dioecesis Vhelingensis, alterou o nome da diocese, que ganhou a sua atual forma com a elevação de Charleston, capital estadual, a cossede diocesana. Seu atual bispo é Mark Edward Brennan que governa a diocese desde 2019 e sua sé episcopal é a Catedral de São José, partilhando a condição com Co-Catedral Basílica do Sagrado Coração de Jesus. 
Possui 110 paróquias assistidas por 154 sacerdotes e cerca de 5,9% da população jurisdicionada é batizada.

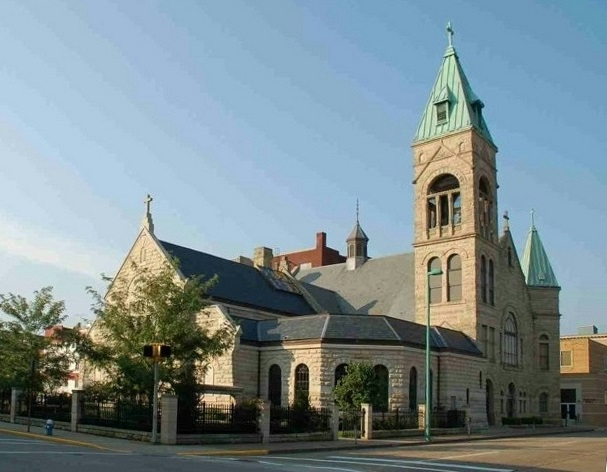
Co-Catedral Basílica do Sagrado Coração de Jesus em Charleston.

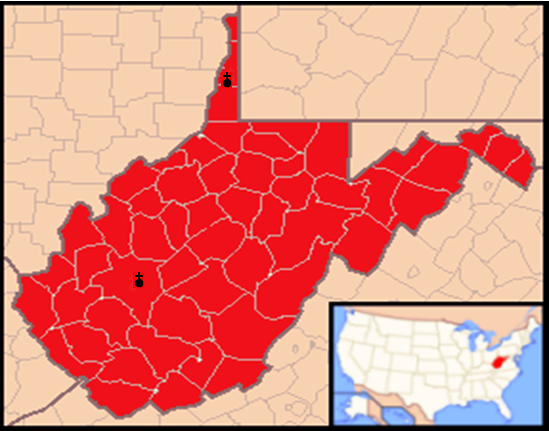
Área territorial da Diocese de Wheeling-Charleston.

## Prelados
|                          | Nome                              | Período     | Notas                                      |        |
| Bispos                   | Bispos                            | Bispos      | Bispos                                     | Bispos |
| ------------------------ | --------------------------------- | ----------- | ------------------------------------------ | ------ |
| 9°                       | Mark Edward Brennan               | 2019 -      | Atual                                      |        |
| 8º                       | Michael Joseph Bransfield         | 2004 – 2018 |                                            |        |
| 7º                       | Bernard William Schmitt           | 1989 – 2004 |                                            |        |
| 6°                       | Francis B. Schulte                | 1985 – 1988 | Nomeado Arcebispo de Nova Orleães          |        |
| 5º                       | Joseph Howard Hodges              | 1962 - 1985 |                                            |        |
| 4º                       | John Joseph Swint                 | 1922 – 1962 |                                            |        |
| 3°                       | Patrick James Donahue             | 1894 – 1922 |                                            |        |
| 2º                       | John Joseph Kain                  | 1875 – 1893 | Nomeado Arcebispo coadjutor de Saint Louis |        |
| 1º                       | Richard Vincent Whelan            | 1850 – 1874 |                                            |        |
| Bispo coadjutor          |                                   |             |                                            |        |
|                          | Thomas John McDonnell             | 1951 – 1961 |                                            |        |
| Bispo auxiliar           |                                   |             |                                            |        |
|                          | Bernard William Schmitt           | 1988 - 1989 | Elevado a bispo diocesano                  |        |
|                          | James Edward Michaels, S.S.C.M.E. | 1973 – 1987 |                                            |        |
|                          | John Joseph Swint                 | 1922        | Elevado a bispo diocesano                  |        |
| Administrador apostólico |                                   |             |                                            |        |
|                          | William Edward Lori               | 2018 - 2019 | Arcebispo de Baltimore                     |        |